# 児童の人身売買、児童売春、児童ポルノに関する特別報告者
児童の人身売買、児童売春、児童ポルノに関する特別報告者（じどうのじんしんばいばいじどうばいしゅんじどうポルノにかんするとくべつほうこくしゃ、United Nations Special Rapporteur on the Sale and Sexual Exploitation of Children）は、国連人権理事会に代わって世界各地における児童の搾取を調査して、各国政府にこうした慣行をやめさせるように勧告する職務である。
この地位は1990年に国連人権委員会が児童の商業的な性搾取に対する国際的な関心が高まる中で創設された。またこの地位は1989年11月20日に 国連総会で採択された児童の権利に関する条約に基づく。この国際条約は「世界のすべての国において、生きることが例外的に困難な状況にいる児童が存在して、そのような児童には格別の配慮を必要とする」ことを確認するものである。2000年までに、世界のほぼすべての国が条約の調印を終え、条約の規定に拘束されることに同意した。
特別報告者は世界各地における児童の搾取を調査し、発見した事実の報告を国連総会および 国連人権委員会に提出し、児童の権利の保護に関する勧告を行う。これらの勧告は主に各国政府、他の国連機関、その他非政府機関を対象とするものである。
現在の特別報告者はマオド・ド・ブーア＝ブキッキオが務めている。
先任の特別報告者は以下の通り。
- ナジャート・マーラ・ムジード（英語版）（2008年 - 2014年）
- ファン・ミゲル・プティ（2001年 - 2008年）
- オフェーリア・カルセタス＝サントス（英語版）（1994年 - 2001年）
- ヴィティート・ムンタルボーン（英語版）（1991年 - 1994年）